# Johannes Daalderop
Johannes Nicolaas Maria Daalderop (Tiel, 13 april 1907 – Zevenaar, 6 augustus 1971) was een Nederlands burgemeester.
Hij werd geboren als zoon van Wilhelmus Joseph Daalderop (1866-1951, fabrikant) en Machtilda Cornelia Hijacintha van den Heuvel (1874-1941). Daalderop was ambtenaar ter secretarie bij de gemeente Lichtenvoorde en van april 1945 tot mei 1946 waarnemend burgemeester van Lichtenvoorde. In mei 1946 werd hij benoemd  burgemeester van Herwen en Aerdt. Daarnaast was hij van 1947 tot 1963 waarnemend burgemeester van Pannerden. Door een noodlottig ongeval overleed hij in augustus 1971 in het R.K. Ziekenhuis van Zevenaar op 64-jarige leeftijd. In Tolkamer (destijds gemeente Herwen en Aerdt) is de 'Burgemeester Daalderopstraat' naar hem vernoemd.